# Cent Nouvelles nouvelles

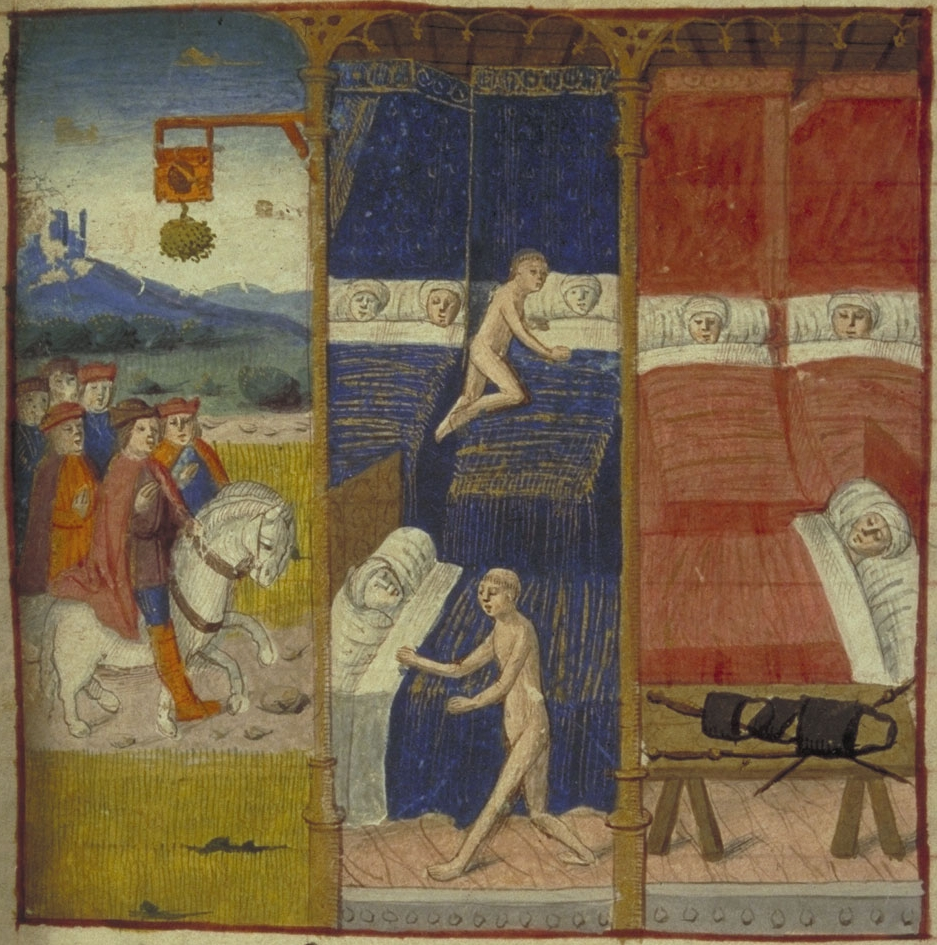
Een miniatuur (folium 70r) uit het enige bewaard gebleven handschrift van Les Cent Nouvelles nouvelles in de bibliotheek van de Universiteit van Glasgow. Het illustreert de gebeurtenissen in Nouvelle 30. Dit verhaal handelt over drie echtparen die samen met drie monniken op bedevaart gaan. De echtelieden besluiten het vrome doel van hun reis te benadrukken door 's nachts in aparte kamers te slapen. In de middelste scène is te zien dat de wellustige monniken hier listig gebruik van maken en in de duisternis bij de vrouwen in bed kruipen terwijl rechts de mannen rustig liggen te slapen.

Les Cent Nouvelles nouvelles is een bundel korte verhalen, geschreven tussen ca. 1464-1467 voor Filips de Goede, hertog van Bourgondië. De titel Cent Nouvelles nouvelles (lett. Honderd nieuwe novellen) refereert aan de Decamerone (1353) van Boccaccio, (een bundel van) honderd korte verhalen die tijdens de Pestepidemie van 1348 gedurende tien dagen door zeven vrouwen en drie mannen verteld werden om de angst en de verveling te verdrijven. Binnen het Franse taalgebied duidde men de Decamerone aan als Les cent nouvelles.
Over het auteurschap dan wel het eindredacteurschap - van alle verhalen wordt vermeld wie het verhaal verteld heeft - verschillen de meningen. Traditioneel wordt Antoine de la Sale naar voren geschoven als de man die deze novellebundel zou hebben samengesteld, en ook is aan Philippe Pot alias Monseigneur de la Roche (verteller van vijftien novellen) gedacht, maar recent onderzoek neemt geen van beide voordrachten over, zonder daar iemand anders voor in de plaats te stellen.
Het dedicatie-exemplaar (het handschrift dat aan hertog Filips werd aangeboden) is helaas niet bewaard gebleven, wel een onvolledige kopie daarvan. Maar de tekst werd ook op de drukpers gelegd, met name door de Parijse drukker Antoine Vérard, die vanaf 1486 Les cent nouvelles nouvelles drukte en herdrukte.
De verhalen spelen zich voor een deel af in de Bourgondische Nederlanden. Nouvelle 6 bijvoorbeeld, verteld door Monseigneur de Lannoy/Lamoy, gaat over een stomdronken Scheveningse visser met een acute hemelwens. Dit verhaal is door de graveur en typograaf Sem Hartz uitgegeven in zijn Tuinwijk Pers (1970). Het was door de toenmalige Amerikaanse ambassadeur in Nederland, William R. Tyler, uit het Frans in het Engels vertaald. Sommige nouvelles werden vertaald door de Antwerpse boekverkoper, drukker en uitgever Jan van Doesborch († 1536), die ze gebruikte voor zijn themabundels  Dat bedroch der vrouwen en  Dat bedroch der mannen. Opvallend is dat deze vertalingen ongekuist zijn.
Les cent nouvelles nouvelles verschenen in maart 2022 onder de titel De honderd nieuwe nieuwigheden oftewel De Bourgondische Decamerone, een integrale vertaling van het Middelfrans naar het Nederlands door Jan H. Mysjkin. De vertaler voegde eveneens een uitgebreid nawoord en 'Weetjes voor wie wil' toe.